# Tharwat Bendary
Tharwat El-Bendary (ur. 29 lipca 1970) – egipski sztangista, olimpijczyk, reprezentant letnich igrzysk olimpijskich w Atlancie w 1996 roku.